# Calogrenant
Calogrenant es uno de los caballeros de la Mesa Redonda, presente en la corte del Rey Arturo en la leyenda artúrica. Aparece principalmente al comienzo de la novela Yvain, el Caballero del León, de Chrétien de Troyes, donde se relata una vergonzosa desventura que le sucedió en el bosque de Brocelianda. Según el Lanzarote-Grial, Calogrenant es muerto por Lionel, otro de los caballeros de Arturo.

## Etimología
En inglés a veces se le llama Colgrevance, y en galés antiguo Cynon ap Clydno.

## Descripción

### EnOwain, neu Iarlles y Ffynnon

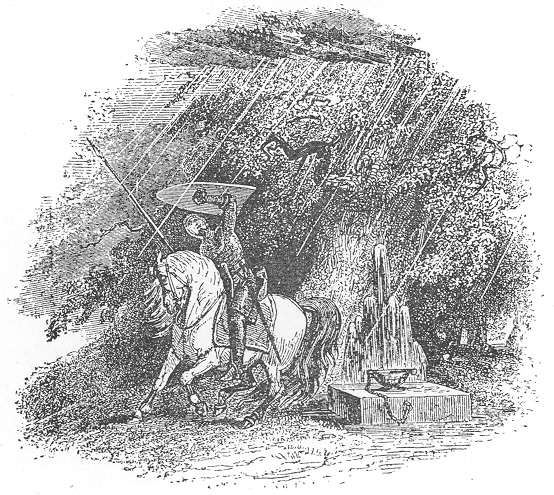
Owain (o Cynon) protegiéndose de la tormenta sobrenatural provocada por la fuente. Grabado de la edición de 1902 del Mabinogion de Owen Morgan Edwards

Calogrenant aparece con el nombre de Cynon en la novela galesa Owain, neu Iarlles y Ffynnon (Owein, o el cuento de la Dama de la Fuente), que forma parte del Mabinogion. Cynon también es conocido en la tradición galesa como el amante de la hermana de Owain, Morfydd. Es hijo de Clydno, posiblemente relacionado con Clyddno Eiddin.

### EnYvain, el Caballero del León

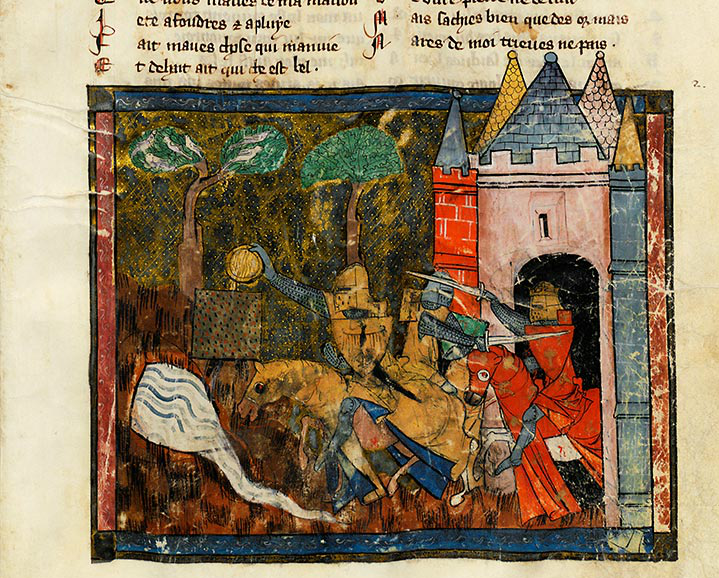
Iluminación de Yvain, el Caballero del León. Calogrenant vierte agua sobre los escalones de la fuente y luego se vuelve hacia el caballero que la custodia. Biblioteca Nacional de Francia, manuscrito BN MS fr.1433, folio 65.

Aunque no parece ser el personaje central de ninguna obra, una de sus aventuras se relata en los primeros capítulos del libro Yvain, el Caballero del León, escrito por Chrétien de Troyes. Calogrenant es descrito allí como A Knights mout avenans (“un caballero muy amigable”).
Según este libro, en una fiesta de Pentecostés, Arturo reúne a su corte en Carduel, Gales. Se retira con Ginebra a su habitación, delante de la cual discuten los caballeros Dodinel, Sagremor, Owen, Gawain, Kay y Calogrenant. La reina sale y Calogrenant la saluda primero. Kay anima a Calogrenant a continuar su historia delante de Ginebra. El caballero intenta evitarlo pero, ante la insistencia de la reina, continúa el relato de su aventura, vivida hace más de siete años.
Esta historia cuenta que, en busca de aventuras, Calogrenant pasa una noche con un vagabundo en el borde del bosque de Brocelianda, para partir al día siguiente. En el camino se encuentra con un aldeano, que le habla de una fuente maravillosa, la cual, cuando se vierte agua sobre sus escalones, tiene el don de provocar terribles tormentas. Calogrenant encuentra dicha fuente y, luego de hacer lo dicho por el aldeano, se ve inmediatamente atacado por un caballero, el guardián de la fuente. Calogrenant pierde la pelea y regresa a casa avergonzado. Sin embargo, es el primero en regresar con vida de esta terrible experiencia.
Después de esta comida de Pentecostés, Owein, su primo hermano, parte para vengarlo. Toma el mismo camino que Calogrenant, va a la fuente, desencadena la tormenta y pelea con el guardián, pero en este caso Owein gana la contienda.

### Otros relatos
En el Lanzarote-Grial, protagonizado por Bors y Lionel, Calogrenant intenta intervenir entre los dos hermanos, que están enfrentados. Lionel, queriendo vengarse de la humillación sufrida por Bors, mata a Calogrenant. El personaje de Calogrenant también aparece en la novela Méraugis de Portlesguez, de Raoul de Houdenc (siglo XII), y en el Roman de Jaufré (siglo XIII).

## Análisis
El narrador está muy involucrado en la historia de Calogrenant, en particular reclamando la atención de los oyentes: Calogrenant es menos un caballero de la Mesa Redonda que un narrador que cuenta la historia a los demás caballeros, que se han convertido en sus oyentes. Insiste especialmente en el hecho de que su historia no es ni una fábula, ni un sueño, ni una mentira, en la pérdida de su honor, en el hecho de que de cortés pasó a ser un villano, y en lo que vio y oyó, de ahí la abundancia de las palabras "vi y oí". A lo largo de la historia, la comparación del punto de vista de Calogrenant con el de Kay, la reina y Owein añade mucha confusión. Esta confusión ambiental continúa dentro de la propia historia ya que, a su llegada al bosque de Brocelianda, el caballero Calogrenant queda desconcertado.
La aparición de Calogrenant en Yvain, el Caballero del León es sólo un pretexto para promover las hazañas de Owein: para triunfar donde otro de los caballeros de Arturo fracasó, se requiere un temperamento excepcional.· El papel de Calogrenant se basa, por tanto, probablemente en una ironización de las hazañas caballerescas. Se cubre de vergüenza, lo que es todo lo contrario de la narrativa caballeresca tradicional.

## Interpretaciones modernas
En la serie de comedia Kaamelott, el papel de Calogrenant, rey de Caledonia, es interpretado por Stéphane Margot.